# 宮野真守のRADIO SMILE
『宮野真守のRADIO SMILE』（みやのまもるのレディオ・スマイル）は、2014年4月6日（5日深夜）から声優の宮野真守をパーソナリティに据えて放送されているラジオ番組。現在文化放送にて放送されている。

## 概要
「宮野真守のRADIOアニメロミックス〜STARRING!〜」が2013年12月で放送終了してから3か月後に開始された冠番組。RADIOアニメロミックス枠ではなく、単独枠・キングレコード提供での放送となる。そのため、単独枠としては関東圏未放送である「宮野真守のm-1ぐらんぷりっ!」以来1年6ヶ月ぶりとなる。

## 沿革
2014年
- 4月 - 放送開始。初ゲストとして同じキングレコードの水樹奈々を迎える。（第4回）
- 8月 - 野球中継延長の影響で、初めて放送休止になる。
- 10月 - オープニング/エンディング変更。（第30回）
- 12月 - クリスマス特別企画として、マモタクロースのVOICEプレゼントを実施。後にレギュラーコーナーとなる。翌週は当番組で産まれた流行語大賞が発表される。

2015年
- 3月30日 - KING SUPER LIVE 2015のラジオ横断企画「KING SUPER フィーリング 2015」の一環で、ゲストに堀江由衣を迎える。（第51回）
- 4月 - オープニング/エンディング変更。（第52回）
- 7月26日 - 声優以外では初ゲストとなるDAIGOを迎える。 （第68回）
- 9月 - オープニング/エンディング変更。(第74回)
- 12月13日 - ワイドFM開始に伴い、文化放送でのFM放送開始。（第88回）

2016年
- 1月 - オープニング/エンディング変更。（第91回）
- 2月21日 - 5thアルバム『FRONTIER』発売記念として、番組初の公開録音を実施。
- 5月 - オープニング/エンディング変更。（第109回）
- 10月 - オープニング/エンディング変更。(第130回)

2017年
- 7月 - 約1年ぶりにオープニング/エンディング変更。（第173回）

2020年
- 4月 - 新型コロナウィルスによる緊急事態宣言措置として4月12日放送分よりリモート収録に切り替え、リクエスト祭りを中心としたプログラムに変更。
- 6月 - 緊急事態宣言が解除されたため、6月7日放送分より通常放送に戻る。

## ゲスト
- 第4回 （2014年4月27日） 水樹奈々[3][4]
- 第13回 （2014年6月29日） 浪川大輔[5]
- 第51回 （2015年3月29日） 堀江由衣[6]
- 第58回 （2015年5月17日） 鈴村健一[7]
- 第62回 （2015年6月14日） 林原めぐみ[3][8]
- 第68回 （2015年7月25日） DAIGO[9]
- 第80回（2015年10月17日） 林原めぐみ[10]
- 第110回（2016年5月14日）STY[11]
- 第125回（2016年8月27日）平方元基[12]
- 第151回（2017年2月25日）林原めぐみ[13]
- 第158回、第159回（2017年4月15日、22日）平方元基、浦井健治[14][15]
- 第188回（2017年11月19日）平方元基[16]
- 第191回（2017年12月10日）angela[17]
- 第207回（2018年3月31日）林原めぐみ[18]
- 第211回、第212回（2018年4月28日、5月5日）『髑髏城の七人』（鈴木拡樹、廣瀬智紀、木村了、松岡広大）[19][20]
- 第213回（2018年5月12日）蒼井翔太[21]
- 第221回（2018年7月7日）梶裕貴[22]
- 第227回（2018年8月18日）内田雄馬[23]
- 第241回（2018年12月1日）angela[24]
- 第309回（2020年3月28日）林原めぐみ[25]
- 第364回（2021年4月17日）林原めぐみ[26]
- 第393回（2021年11月6日）平方元基
- 第427回（2022年7月2日）水樹奈々
- 第439回（2022年9月25日）内田雄馬
- 第451回（2022年12月17日）林原めぐみ
- 第464回（2023年3月19日）カノエラナ
- 第502回（2023年12月10日）林原めぐみ

## 主なコーナー

### 通常コーナー
ふつおた
後述のほっこりを除くエピソードを紹介する。ライブ・イベント付近では地方ライブの場合はネタバレなしの感想、千秋楽ライブの場合はライブ全体の感想を紹介することもある。
ほっこり
リスナーが「ほっこり」した身の回りのエピソードを紹介する。いわゆるふつおたの中から、宮野が個人的にほっこりしたメール内容を紹介する場合もある。
フリートークのコーナー
リスナーが送った「トークテーマ」で、宮野がどこまで話を広げることが出来るか挑戦するトークコーナー。テーマの内容は自由。
○○っぽく
リスナーが送った様々な言葉を、宮野が「○○っぽく」言うコーナー。後述の「（季節外れの）マモタクロースからのVOICEプレゼント」の前身コーナー。
季節外れのマモタクロースからのVOICEプレゼント
「マモタクロース」と称する宮野がリスナーに言葉を贈るコーナー。当初はクリスマス限定コーナーだった。メールに「ガチ希望」と書き添えれば本気で、「○○っぽく希望」ならば指定の声色で言葉を贈る。
リクエスト
宮野の楽曲を聴きたい理由と共に紹介する。ごく稀に、宮野にとっての思い出深い曲が流れる場合がある。

### 季節限定・不定期コーナー
いろはカルタ
2015年最初の放送で実施。前年の当番組の流行語を使って、新しい言葉を作る。
宮野真守の決意
正月限定コーナー。宮野が半紙（本来は書初め用紙のはずだが予算の都合か半紙）を使って書き初めで抱負を書く。
2015年「風林火山」
2016年「飛躍」
2017年「日進月歩」
2018年「健康第一」
2019年「猪突杞憂」
2020年「獅子奮迅」
2021年「牛乳御飯」
2022年「虎視眈々」
2023年「二兎を追う者は一兎をも得ず。しかし、五兎を追う者は五兎得る。なんそれ！」
2024年「昇龍拳」
2025年「白蛇」
マモタクロースからのVOICEプレゼント
クリスマス回のみ適用される。内容は「季節外れのマモタクロースからのVOICEプレゼント」と同じ。
宮野真守のRADIO SMILE流行語大賞
年末限定企画。1年間の放送の中で最も流行した言葉を発表する。
イントロを流すコーナー(正式名なし)
アルバム発売直前に実施するコーナー。アルバムに収録されている全ての曲を歌が入るまで流す。曲によってはすぐに終わることもある。

## 公開録音
- 5thアルバム『FRONTIER』発売を記念し、第99・100回放送分の公開録音が2016年2月21日に2部構成で行われた。会場は当選者のみに発表されたため、公式は非公開。

- 6thアルバム『THE LOVE』発売を記念し、第201・202回放送分の公開録音が2018年2月11日に2部構成で行われた。前回同様会場は当選者のみに発表。

- 番組開始10周年を記念して公開録音が2024年10月5日に2部構成で開催予定。会場は日本工学院アリーナ。

## ノベルティグッズ
通常プレゼント
- 缶バッジ - 放送開始から第500回までのプレゼント。紹介されたメールを送ったリスナーの中から、抽選で1人に毎週当たる。100回おきにリニューアルされている。
- "ラジスマ犬”アクリルキーホルダー - 第501回からのプレゼント。缶バッジ時代同様紹介されたメールを送ったリスナーの中から、抽選で1人に毎週当たる。

特別企画プレゼント
- 宮野真守直筆の半紙 - 1月限定プレゼント。宮野が書いた抱負を抽選で各1人ずつプレゼントする。

## テーマソング

### オープニングテーマ
「NEW ORDER」（#1 - #29）
作詞・作曲・編曲: STY
「Magic」（#30 - #51）
作詞: Amon Hayashi / 作曲･編曲: Jin Nakamura
「TRANSFORM」（#52 - #73）
作詞: Amon Hayashi / 作曲・編曲: TSUGE
「Evolve」（#74 - #90）
作詞: Amon Hayashi / 作曲・編曲: Jin Nakamura
「BLACK OR WHITE」（#91 - #108）
作詞・作曲・編曲: STY
「UPSIDE DOWN」（#109 - #129）
作詞: 由潮、CJ VANSTON、Jin Nakamura / 作曲・編曲: CJ VANSTONE、Jin Nakamura
「Sugar, Sugar」（#130 - #172）
作詞: Amon Hayashi、COMMAND FREAKS、CASPER / 作曲・編曲: COMMAND FREAKS、CASPER
「EVER LOVE」（#173 - #215）
作詞：宮野真守、作曲・編曲：Jin Nakamura
「EXCITING!」（#216 - ）
作詞：宮野真守、STY / 作曲・編曲：STY

### エンディングテーマ
「Happy Happy Birthday」（#1 - #29）
作詞: 宮野真守 / 作曲・編曲: JIN NAKAMURA、CJヴァンストン
「Marshmallow Love」（#30 - #51）
作詞・作曲: 成本智美 / 編曲: Kotaro Egami、Justin Moretz
「Be Mine」（#52 - #73）
作詞: 前迫潤哉 / 作曲・編曲: 小田桐ゆうき
「Can't Ever Let You Go」（#74 - #90）
作詞・作曲: marhy / 編曲: 久保田光太郎
「Crazy Wonder Night」（#91 - #108）
作詞: 空谷泉身 / 作曲・編曲: 岡本武士
「RINNE」（#109 - #129）
作詞・作曲・編曲: 由潮
「Gravity」（#130 - #172）
作詞: marhy、CHACHA MALONE、TOMMY PARK、KATERINA BRAMLEY、KIM TESUNG / 作曲・編曲: CHACHA MALONE、TOMMY PARK、KATERINA BRAMLEY、KIM TESUNG
「POWER OF LOVE」（#173 - #215）
作詞: 宮野真守、STY / 作曲・編曲: STY
「MOONLIGHT」（#216 - ）
作詞・作曲・編曲：STY